# Vallis Schrödinger
Vallis Schrödinger ist ein Mondtal, welches auf der Mondrückseite liegt. Es wurde höchstwahrscheinlich von einem Impakt gebildet, welcher auch den Mondkrater Schrödinger formte.
Das langgestreckte, ca. 270 km lange Tal beginnt am namensgebenden Krater Schrödinger, verläuft in nordwestlicher Richtung, zerteilt den Krater Sikorsky in zwei Hälften und endet schließlich am Krater Moulton. Das Tal ist ca. 20 km breit und 2,7 km tief. Das Alter des Schrödinger-Einschlagbeckens und damit auch des Tals liegt bei 3.81 Ga mit einer Unsicherheit von plusminus 0.15 Ga, die Entstehungszeit fällt also in die früh-imbrische Periode.
1970 benannte die Internationale Astronomische Union das Tal nach dem Krater Schrödinger, der seinerseits nach dem Physiker Erwin Schrödinger benannt ist.